# Francisco Blasco Castany
Francisco José Blasco Castany (Alzira, 1931-16 de juny de 2023) fou un polític socialista valencià, alcalde del seu poble (1979-1992) i president la Diputació de València (1988-1991) amb el Partit Socialista del País Valencià (PSPV), que abandonà per fundar el Partit Socialista Independent de la Comunitat Valenciana (PSICV). És germà de Rafael Blasco i Jordi Blasco, i pare de Gisela Blasco, tots polítics amb els quals formà el conegut com "clan dels Blasco".

## Biografia
Llicenciat en dret i interventor de l'administració local com a professió, Francisco Blasco participa en la reorganització del socialisme a la comarca de la Ribera. Guanyà les primeres eleccions democràtiques locals d'Alzira esdevenint alcalde, cosa que li va permetre accedir a càrrecs orgànics dins el PSPV-PSOE, especialment a la comarca com a secretari general de la Ribera el 1982, i Director General de l'Administració Local del Consell de la Generalitat Valenciana presidit pel socialista Joan Lerma.
Francisco Blasco va obtindre força renom al capdavant de l'ajuntament l'Alzira perquè durant el seu mandat es produí la catastròfica pantanada de Tous de 1982. L'alcalde va rebre la visita del papa Joan Pau II i va aconseguir atraure importants inversions per a la recuperació d'una ciutat greument afectada per la riuada. El 1988, després de la dimissió d'Antoni Asunción, fou elegit president de la Diputació de València fins al 1991.
El 1992 el seu grup socialista a l'ajuntament li plantejà una moció de censura per tal de fer-lo fora de l'alcaldia, siguent substituït pel regidor socialista Pedro Grande. Els enfrontaments interns el conduïren a donar-se de baixa del PSPV el 1994 i organitzar un nou partit, el PSICV, amb el qual continuà siguent regidor al consistori fins al 2000. A les eleccions de 1995, ja amb el PSICV, fou el candidat amb més vots, però el pacte de la resta de forces li impediren tornar a l'alcaldia. La seua filla Gisela Blasco liderà el partit després de la seua retirada, pactant el 2003 amb el Partit Popular per tal que Elena Bastidas fora alcaldessa d'Alzira.